# Erythrolamprus juliae
Erythrolamprus juliae är en ormart som beskrevs av Cope 1879. Erythrolamprus juliae ingår i släktet Erythrolamprus och familjen snokar.
Denna orm förekommer i Karibien i Guadeloupe och Dominica. Den når på öarna en höjd av 300 meter över havet. Erythrolamprus juliae vistas vanligen i fuktiga landskap som regnskogar och trädgårdar men den besöker även torra skogar. Individerna gömmer sig i lövskiktet och under stenar. De har ödlor, groddjur och insekter som föda. Honor lägger ägg.
På några öar blev manguster introducerade och där försvann nästan hela populationen av Erythrolamprus juliae. På andra öar är arten talrik. IUCN listar den som nära hotad (NT).

## Underarter
Arten delas in i följande underarter:
- E. j. juliae
- E. j. copeae
- E. j. mariae